# Jack Anderson
Jackson Northman Anderson (ur. 19 października 1922 w Long Beach, Kalifornia, zm. 17 grudnia 2005 w Maryland) – amerykański dziennikarz, uważany za współtwórcę dziennikarstwa śledczego, laureat Nagrody Pulitzera.
Pochodził z rodziny mormońskiej o korzeniach duńskich i szwedzkich. Urodził się w Kalifornii, ale dzieciństwo i młodość spędził w Salt Lake City w stanie Utah. Jako nastolatek rozpoczął pracę dziennikarza w lokalnej gazecie „The Murray Eagle”. Przez dwa lata zajmował się działalnością misyjną. W 1940 r. zatrudnił się w „Salt Lake Tribune”; po raz pierwszy wykazał się dziennikarską dociekliwością, tropiąc sektę fundamentalistów mormońskich, kontynuujących poligamię zniesioną kilkadziesiąt lat wcześniej.
Służył wojskowo w czasie II wojny światowej, m.in. wspierając chińską partyzantkę w walce z Japończykami. Był również korespondentem wojennym edycji „Stars and Stripes” wydawanej w Szanghaju. W 1947 został zatrudniony przez „The Washingotn Post” jako asystent znanego dziennikarza Drew Pearsona, prowadzącego popularną kolumnę „Washington Merry-Go-Round”. Anderson współpracował z Pearsonem m.in. w jego działaniach wymierzonych przeciwko senatorowi Josephowi McCarthy’emu, chociaż przez pewien czas korzystał z McCarthy’ego jako źródła informacji. Po śmierci Drew Pearsona przejął jego kolumnę w „The Washington Post” (1969), publikował również na łamach wielu innych czasopism.
W Latach 60. i 70. był uważany za jednego z wiodących amerykańskich dziennikarzy. W połowie lat 60. ujawnił defraudację środków publicznych przez senatora Thomasa J. Dodda. Odkrył także notatkę dotyczącą wsparcia kampanii prezydenckiej Richarda Nixona przez firmę telekomunikacyjną ITT w zamian za korzystny wynik postępowania antymonopolowego.
Anderson uchodził w oczach Nixona za jego osobistego wroga. Nixon obarczał Andersona winą za porażkę w wyborach prezydenckich w 1960 r., kiedy dziennikarz krótko przed głosowaniem ujawnił potajemną pożyczkę brata Nixona, którą miał on zaciągnąć u milionera Howarda Hughesa i nigdy nie spłacić. W 1972 r. członkowie bliskiego otoczenia prezydenta planowali zabójstwo Andersona przez otrucie względnie w czasie sfingowanego napadu rabunkowego. Nie otrzymali nigdy polecenia Nixona do tego typu działań, a sprawa wyszła na jaw w czasie śledztwa po nagłośnionej wkrótce aferze Watergate.
W 1972 r. Anderson otrzymał prestiżową Nagrodę Pulitzera za publikacje dotyczące tajnych porozumień amerykańsko-pakistańskich w czasie wojny Pakistanu z Indiami w 1971. Prowadził ponadto śledztwa w sprawie związków szefa FBI J. Edgara Hoovera z mafią amerykańską, zabójstwa Kennedy’ego, schronienia zbrodniarzy hitlerowskich w Ameryce Południowej, spisku CIA w sprawie zabójstwa Fidela Castro, afer Savings and Loan i Iran-Contras.
W 1986 r. zdiagnozowano u niego chorobę Parkinsona. Kontynuował jednak pracę dziennikarską jeszcze prawie 20 lat, odchodząc na emeryturę w lipcu 2004. Zmarł w grudniu 2005 po komplikacjach związanych z chorobą Parkinsona. Był żonaty, miał dziewięcioro dzieci.
Opublikował kilka książek, m.in. The Anderson Tapes (1973), The Case against Cogress (1969, z Drew Pearsonem), Confessions of a Muckraker (1979, pamiętniki), Peace, War and Politics: An eyewitness Account (1999, autobiografia).